# Red River of the North

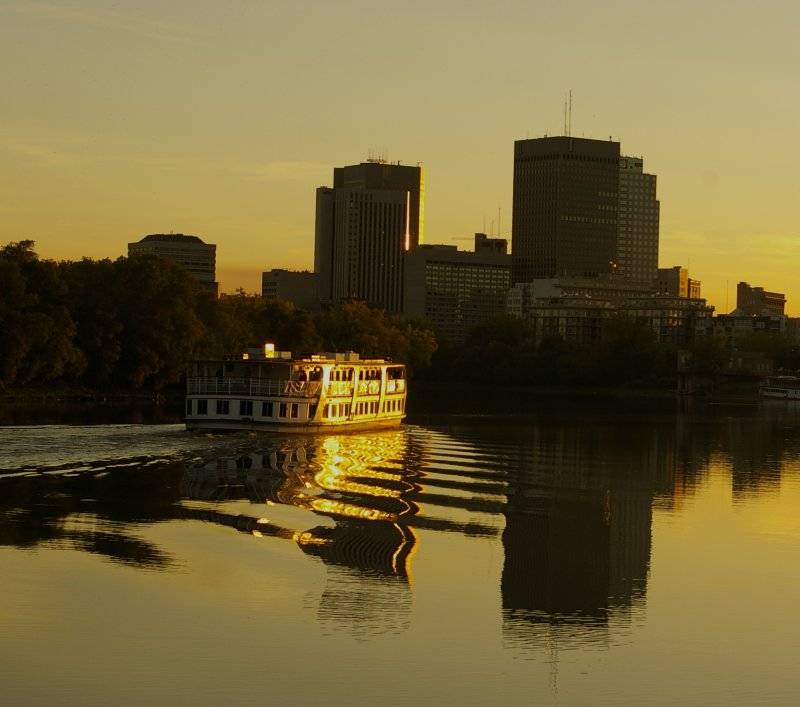
En båt rör sig över floden vid Winnipeg en höstdag i september 2007.

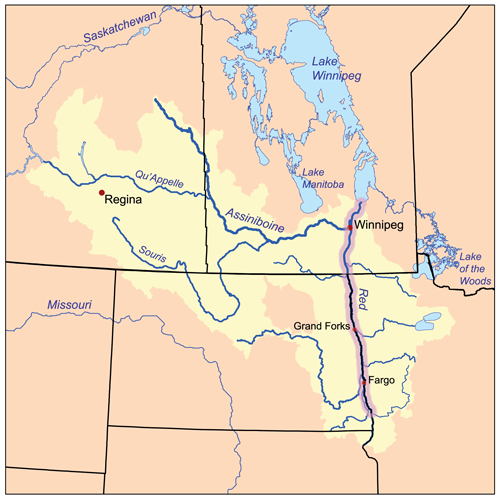
Flodens avrinningsområde.

Red River of the North (franska: rivière Rouge du Nord, cree Miscousipi) är en flod i Kanada och de norra delarna av USA. Mätt från ett av sina större biflöden, Sheyenne River, till mynningen i Lake Winnipeg är floden 877 kilometer lång, med en total fallhöjd av 70 meter. På USA-sidan utgör den en stor del av gränsen mellan delstaterna Minnesota och North Dakota, varefter den går in i provinsen Manitoba på den kanadensiska sidan.
Flodens viktigaste källa är Lake Traverse vars vatten når floden via Bois de Sioux River.
Om vårarna svämmar floden ibland över, vilket skedde bland annat 1997 och 2009.

### Fotnoter
1. ↑  Kurt Mälarstedt (23 april 1997). ”USA: Grand Forks dränkt. Clinton lovar specialhjälp - närmare 50 000 har evakuerats”. Dagens nyheter. http://www.dn.se/arkiv/nyheter/usa-grand-forks-drankt-clinton-lovar-specialhjalp-narmare-50-000. Läst 7 mars 2016.
2. ↑  ”Vårflod i USA-delstat förvärras”. Svenska dagbladet. 27 mars 2009. http://www.svd.se/varflod-i-usa-delstat-forvarras. Läst 7 mars 2016.